# Ksenia Sukhinova
Ksenia Vladimirovna Sukhinova (em russo:  Ксе́ния Влади́мировна Сухи́нова; 26 de agosto de 1987, Nizhnevartovsk) é uma modelo e rainha de beleza da Rússia que venceu o Miss Mundo 2008.
Ela foi a segunda russa a vencer este concurso, tendo sido precedida por Julia Kourotchkina em 1992.

## Biografia
Filha de Vladimir Gavrilovich e Natalya Alexandrovna, ambos trabalhadores da área petrolífera, ela morava em Tyumen com os pais. "A família não tinha dificuldades financeiras e ela cresceu em conforto e prosperidade", escreveu a Uznayvse.
Ksenia praticava esportes desde pequena, principalmente ginástica rítmica, natação, badminton, esqui e biatlo, no qual se destacou na adolescência. Ela também é fã de comida japonesa e italiana, gosta de viajar, de literatura clássica russa e de dança de salão. Na época em que foi Miss Rússia, estudava Administração e Informática na Universidade de Óleo e Gás de Tyumen.
Em 2017 sua mãe revelou ao Polit que Ksenia sempre havia gostado de esportes e que nunca havia sonhado em ser modelo, no entanto, em meados dos anos 2000, após ter participado de alguns concursos de beleza, ela assinou um contrato com a agência Point Management e chegou a trabalhar em Milão.
Ela teve um relacionamento de seis anos com o empresário Sergei Govyadin, mas o casal se separou em 2015.
Em seu perfil no Instagram ela se descreve como "Miss Rússia, Miss Mundo, modelo e apresentadora de TV".

## Participação em concursos de beleza

### Miss Rússia 2007
Incentivada por sua mãe, o primeiro concurso do qual participou foi o Miss University. Em 2005 ela venceu o Miss Tyumen e em 13 de dezembro de 2007 o Miss Rússia 2007, tendo derrotado cinquenta concorrentes. Devido a compromissos na faculdade, ela não pôde participar do Miss Universo 2008, no qual o país foi representado por Vera Krasova, a segunda colocada e substituta de Ksenia.

### Miss Mundo 2008

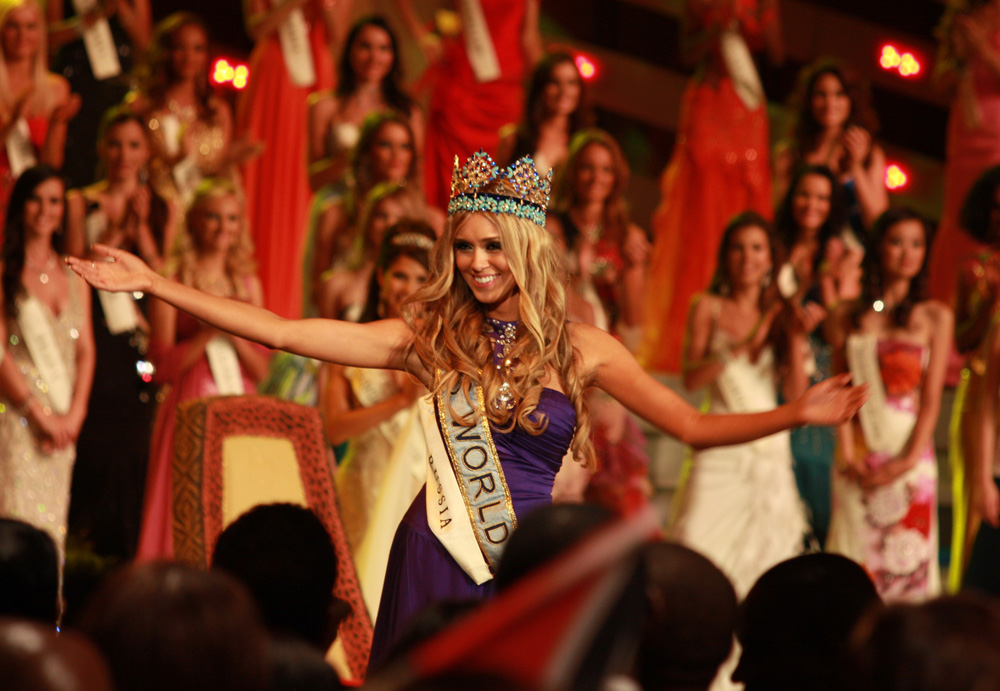
Ksenia Sukhinova durante a cerimônia de coroação.

No dia em 13 de dezembro de 2008, no Sandton Convention Centre,em Joanesburgo, África do Sul, Ksenia derrotou outras 107 concorrentes e levou a coroa de Miss Mundo 2008 com apenas 21 anos de idade. Durante o concurso, ela também venceu a prova preliminar de Top Model.

Logo após sua vitória, à imprensa ela revelou que seu lema era "seguir adiante, sem importar o que aconteça".
Durante o seu reinado, além de viajar para diversos países, seu rosto foi estampado nos materiais de divulgação do concurso de música Eurovision, realizado em Moscou em maio de 2009. Ela também participou da campanha "Juntas Contra o Câncer de Mama" da Avon.

## Vida após os concursos
Logo após coroar sua sucessora, Ksenia envolveu-se com o empresário Sergei Govyadin, 22 anos mais velho que ela, e o estilo de vida extravagante do casal - segundo a Uznayvse - chamava a atenção das pessoas. Eles se separaram em 2015.
Em março de 2018 Ksenia estrelou videoclipe "Girl, Do Not Cry", do cantor Dima Bilan.